# 124 군부대
124 군부대는 1970년 공개된 대한민국의 영화이다.

## 배역
- 신성일
- 박노식
- 허장강
- 김창숙
- 고강일